# واو ایر
واو ایر (به انگلیسی: WOW air) یک شرکت هواپیمایی با کد یاتا WW است که در تاریخ ۱ نوامبر ۲۰۱۱ میلادی تأسیس شده و در تاریخ ۳۱ مه ۲۰۱۲ فعالیتش را آغاز کرده‌است. دفتر مرکزی واو ایر در ریکیاویک، ایسلند واقع شده‌است و قطب این شرکت هواپیمایی در فرودگاه بین‌المللی کفلاویک قرار دارد و به ۲۰ مقصد، پرواز مستقیم انجام می‌دهد.